# Ахмыловские могильники
АХМЫ́ЛОВО, это могильники 8/7-6 вв. до н. э. (старший) и 5 — середина 7 веков. н. э. (младший) в России в Среднем Поволжье. Располагались на мысу левого берега Волги у деревни Ахмылово (Горномарийский район Марий Эл), затоплены Чебоксарским водохранилищем.

## История
Исследования начались в 1960 и продолжались в 1962-63, 1965-69, 1973-77 Г. А. Архиповым , В. С. Патрушевым и А. Х. Халиковым. Могильники основаны на месте поселения позднего бронзового века.

### Старший
Старший могильник — это крупнейший межплеменной некрополь в лесной полосе Евразии, связан с постмаклашеевской, акозинской, гребенчато-шнуровой керамики культурами (Ананьинская культура). За оградой могильника находятся 1000 погребений в ямах и наземных деревянных домовинах, присутствуют следы тризн. Найденный инвентарь включает предметы местного происхождения такие как кельты, наконечники копий, ножи, тёсла, украшения и др., а также привозные — из зоны степей Евразии и с Кавказа, это кинжалы, секиры-чеканы, наконечники стрел, сбруя, бронзовые вазы.

### Младший
Младший могильник — это обряд трупоположения, реже — трупосожжения с погребением остатков в ямах, ориентированных на север. Он связан с продвижением населения из бассейнов Оки и Суры, участвовавшего в этногенезе марийцев.